# Elecciones generales de las Islas Feroe de 1958
Elecciones generales tuvieron lugar en las Islas Feroe el 8 de noviembre de 1958. El Partido de la Igualdad se convirtió en el partido mayoritario en el Løgting, obteniendo 8 de los 30 escaños.

## Resultados
| Partido                   | Votos  | %    | Escaños | +/–   |
| ------------------------- | ------ | ---- | ------- | ----- |
| Partido de la Igualdad    | 3 589  | 25,8 | 8       | +3    |
| República                 | 3 323  | 23,9 | 7       | +1    |
| Partido Unionista         | 3 288  | 23,7 | 7       | 0     |
| Partido Popular           | 2 467  | 17,8 | 5       | –1    |
| Partido del Autogobierno  | 816    | 5,9  | 2       | 0     |
| Partido del Progreso      | 404    | 2,9  | 1       | Nuevo |
| Total                     | 13 887 | 100  | 30      | +3    |
| Fuente: Election Passport |        |      |         |       |